# Apodemus rusiges
Apodemus rusiges är en däggdjursart som beskrevs av Miller 1913. Apodemus rusiges ingår i släktet skogsmöss och familjen råttdjur. IUCN kategoriserar arten globalt som livskraftig. Inga underarter finns listade.
Denna skogsmus förekommer endemisk i Kashmirregionen. Utbredningsområdet sträcker sig över delar av Indien och Pakistan. Arten vistas i bergstrakter mellan 2000 och 3300 meter över havet. Habitatet utgörs av bergsskogar, buskskogar, ängar och klippiga områden.